# Assmannkanal
L'Assmannkanal o Aßmannkanal és un canal navegable a Wilhelmsburg a l'estat federal alemany d'Hamburg. Comença al Canal Ernst August i connecta amb el Rathauswettern a prop del carrer Rotenhäuser Straße.
El canal va perdre el seu paper pel transport industrial però al marc del projecte de regeneració del barri de Wilhelmsburg, s'està restaurant per a acceptar les embarcacions turístiques o alsterdampfer des dels atracadors del centre d'Hamburg cap a l'antiga casa de la vila de Wilhelmsburg, a prop de l'entrada de l'Exposició internacional del jardinatge que obrirà les portes el 2013. Per això es construeixen ponts nous més alts i s'ha tret la resclosa de desguàs que separava el canal del Rathauswettern.

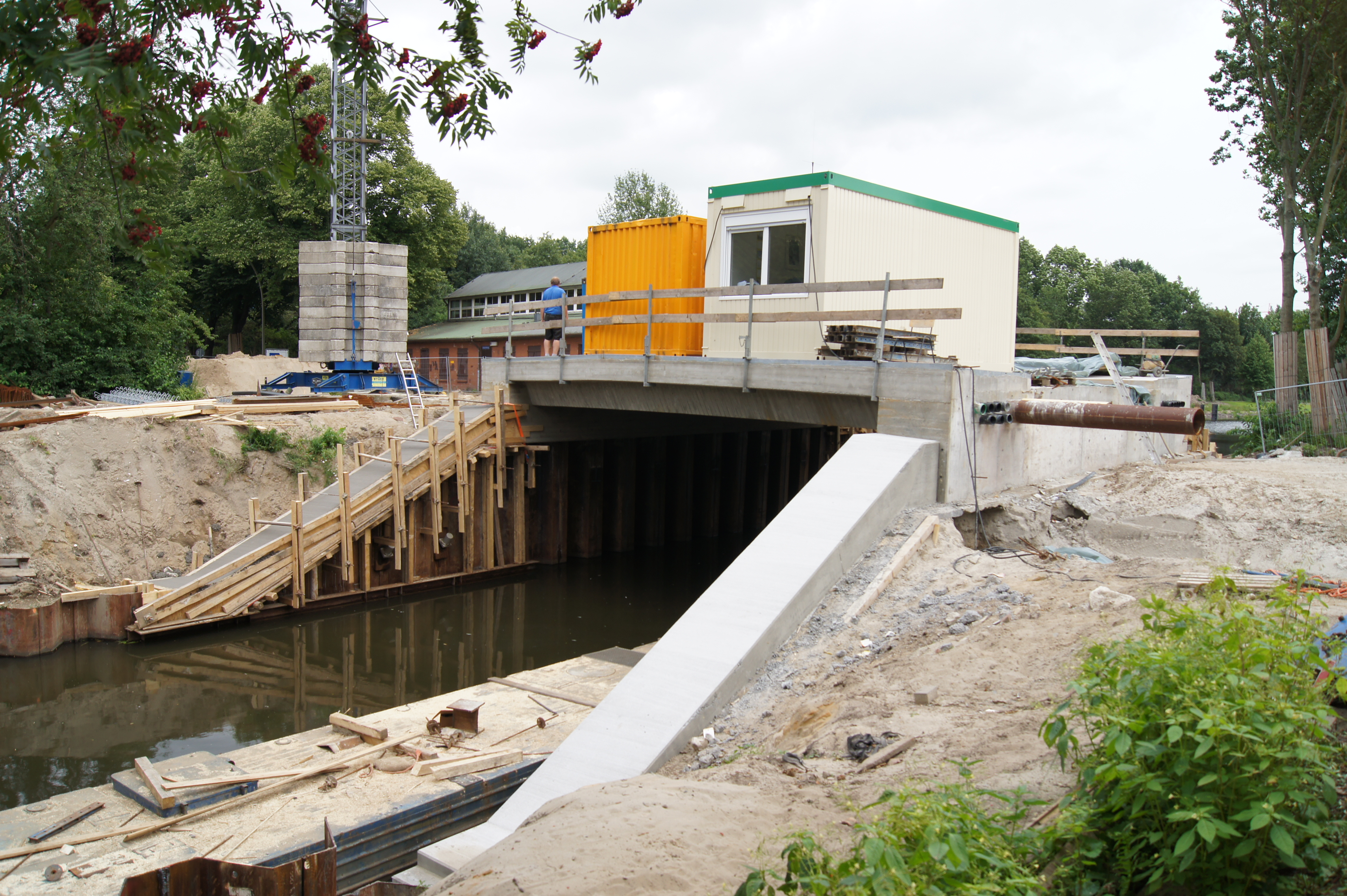
Pont en construcció entre el canal i el Rathauswettern
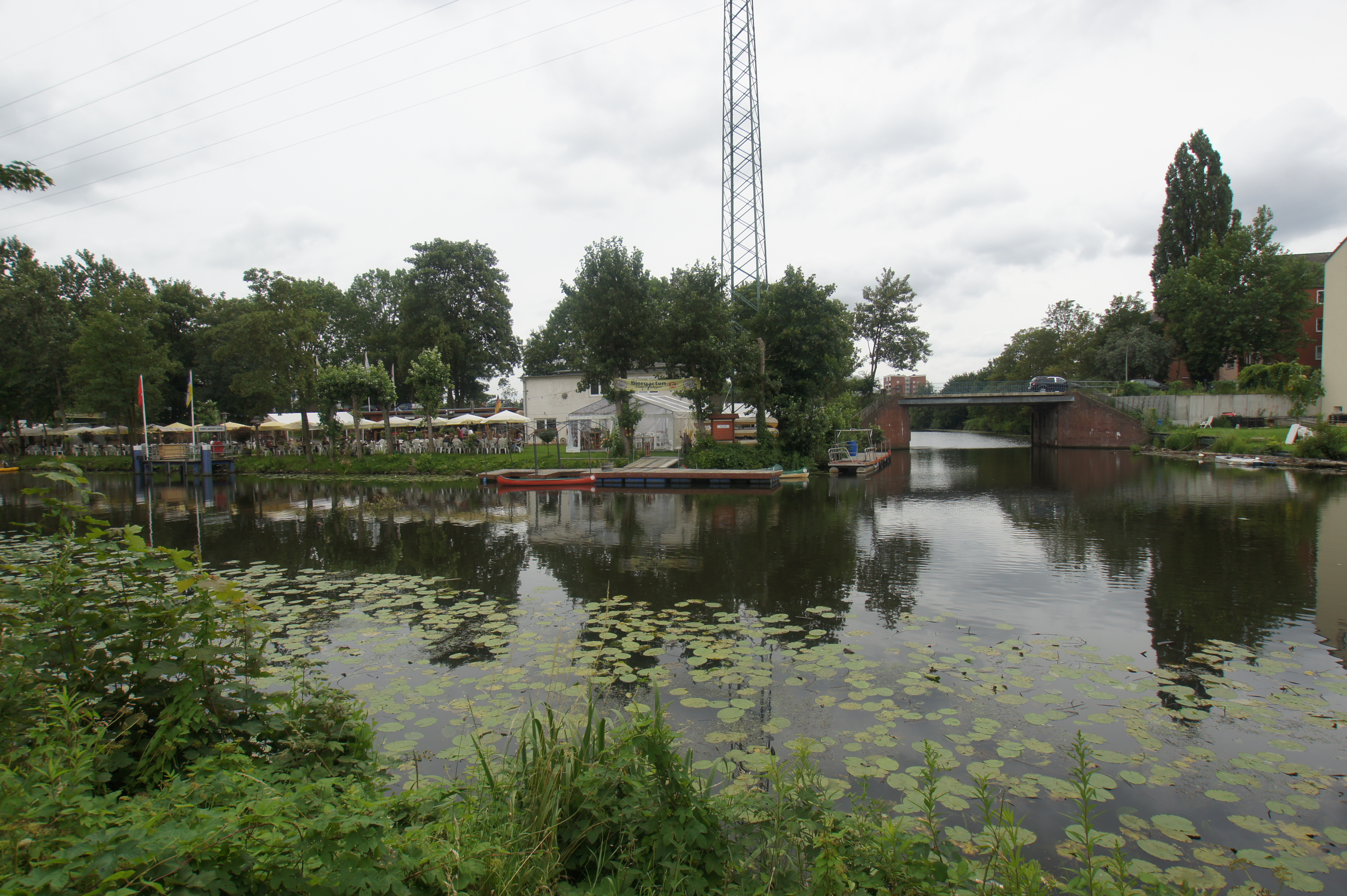
Pont al canal (segon pla) a prop de la seva confluència amb el Canal Ernst August
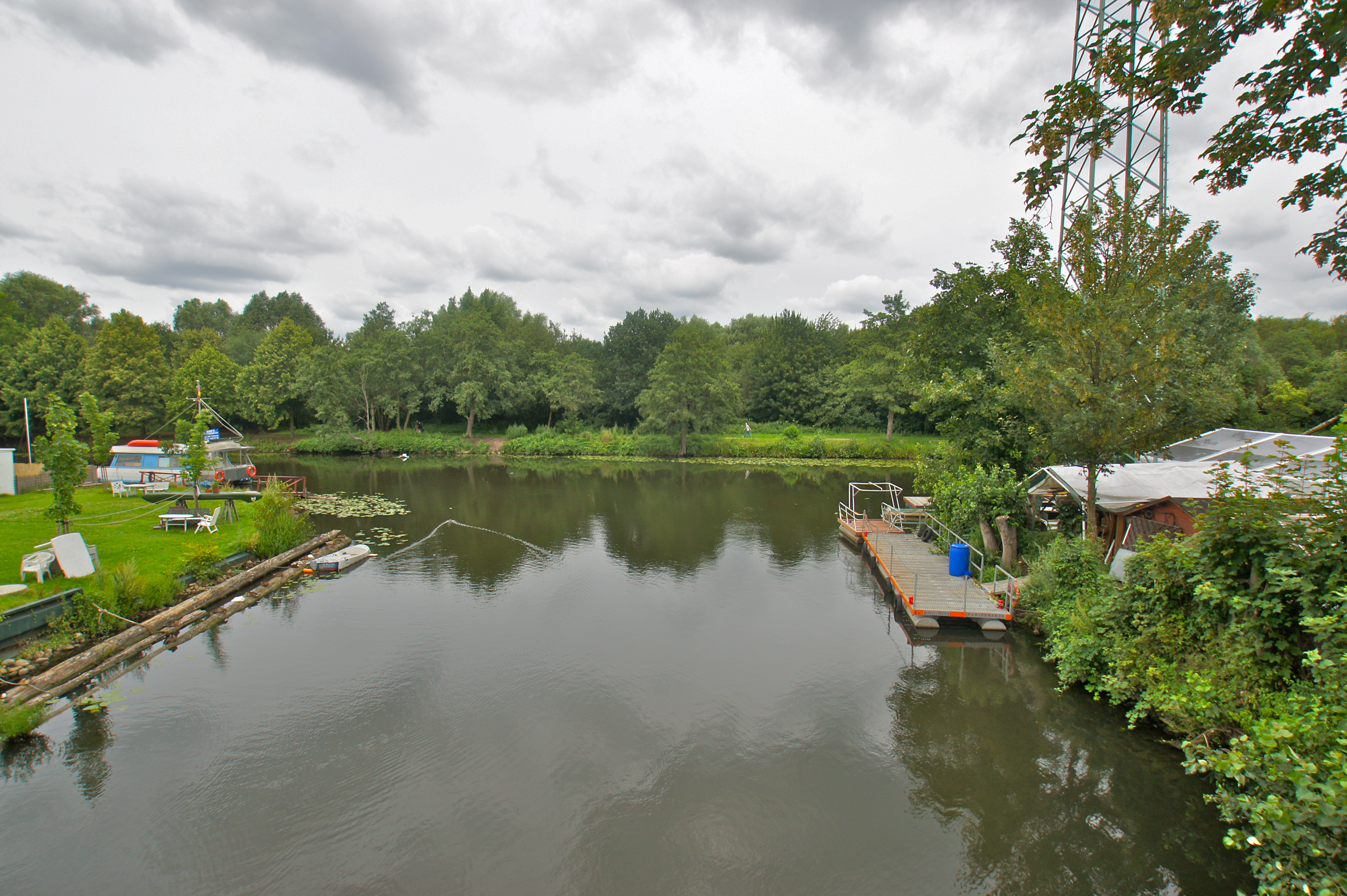
El canal vist des del pont del carrer Vogelhüttendeich